# Pomorijsko Ezero
Pomorijsko Ezero (bulgariska: Поморийско Езеро) är en lagun i Bulgarien.   Den ligger i regionen Burgas, i den östra delen av landet, 400 km öster om huvudstaden Sofia.